# Acer micro-sieboldianum
Acer micro-sieboldianum é uma espécie de árvore do gênero Acer, pertencente à família Aceraceae.